# Clark-Halbinsel
Die Clark-Halbinsel ist eine felsige Halbinsel an der Küste des ostantarktischen Wilkeslands. Sie liegt nördlich der Newcomb Bay an der Budd-Küste.
Erstmals kartiert wurde sie anhand von Luftaufnahmen der United States Navy im Februar 1947 während der Operation Highjump. Damals wurde sie irrtümlich für eine Insel gehalten, die über eine steile Schneerampe mit dem Kontinentaleis an der Budd-Küste verbunden ist. Ihre eigentliche Natur identifizierte die Mannschaft auf der Wilkes-Station im Jahr 1957. Das Advisory Committee on Antarctic Names benannte sie 1947 nach John E. Clark, Kapitän der USS Currituck, Flaggschiff der Westmannschaft der Operation Highjump.